# Regione di Varaždin
La regione di Varaždin (croato Varaždinska županija) è una regione della Croazia settentrionale. È situata al confine con la Slovenia. Il capoluogo è Varaždin.

## Città e comuni
La regione di Varaždin è divisa in 6 città e 22 comuni, qui sotto elencati (fra parentesi il dato relativo al censimento della popolazione del 2001).

### Città
| Città               | Ab.    |
| ------------------- | ------ |
| Ivanec              | 14.434 |
| Lepoglava           | 8.718  |
| Ludbreg             | 8.668  |
| Novi Marof          | 13.857 |
| Varaždin            | 49.075 |
| Varaždinske Toplice | 6.973  |

### Comuni
| Comune               | Ab.   |
| -------------------- | ----- |
| Bednja               | 4.765 |
| Beretinec            | 2.288 |
| Breznica             | 2.304 |
| Breznički Hum        | 1.575 |
| Cestica              | 5.678 |
| Donja Voća           | 2.844 |
| Martijanec           | 4.327 |
| Gornji Kneginec      | 5.259 |
| Jalžabet             | 3.732 |
| Klenovnik            | 2.278 |
| Ljubešćica           | 1.959 |
| Mali Bukovec         | 2.507 |
| Maruševec            | 6.757 |
| Petrijanec           | 4.994 |
| Sračinec             | 4.714 |
| Sveti Đurđ           | 4.174 |
| Sveti Ilija          | 3.532 |
| Trnovec Bartolovečki | 6.852 |
| Veliki Bukovec       | 1.578 |
| Vidovec              | 5.539 |
| Vinica               | 3.747 |
| Visoko               | 1.641 |